# سالطة
سالطة (بالفارسية: سالطه) هي قرية تقع في قسم بسطام الريفي (مقاطعة تشايبارة) في إيران.